# 阿莱格拉·拉皮
阿莱格拉·拉皮（義大利語：Allegra Lapi，1985年9月8日—），意大利女子水球运动员。她曾代表意大利参加2011年世界游泳锦标赛和2012年夏季奥林匹克运动会水球比赛。